# Dodge Super Bee
Dodge Super Bee — автомобиль производства компании Dodge, принадлежащей концерну Chrysler Corporation, производился ограниченной серией с 1968 по 1980 гг. В 2007 году была возрождена модель Dodge Charger Super Bee.

## История появления

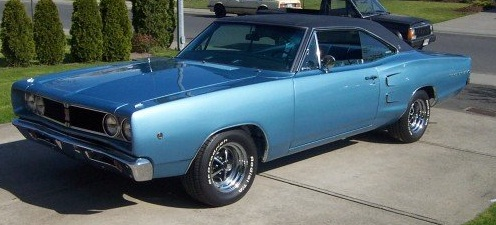
Dodge Coronet 1968 года

Подразделения Chrysler Performance Division Dodge и Plymouth всегда соревновались между собой. Хорошие продажи Plymouth Road Runner побудили генерального менеджера Dodge Division Роберта МакКарри дать указание подразделению Dodge Styling создать конкурента. Дизайнерам была поставлена задача создать новое имя и дизайн в духе Dodge. Старший конструктор Харви Дж Винн (Harvey J Winn) выиграл конкурс с названием «Super Bee» и новым дизайном. Первый Super Bee был основан на базе Dodge Coronet 1968 года. Автомобиль впервые был показан в 1968 году на «Detroit Auto Show».

## Первое поколение
Оригинальная модель Super Bee была основана на 2-дверной модели Dodge Coronet. Хотя обе машины очень схожи по внешнему облику, Super Bee был немного тяжелее (примерно на 65 кг), колесная база также больше. В дополнение к небольшим внешним различиям (большие задние арки колес, капот, решетка радиатора, задние фонари), использовались хромированные медальоны "Пчела" и виниловая полоска (с логотипом в виде пчелы), которая была «обёрнута» вокруг багажника. Интерьер Super Bee заимствовал от Dodge Charger. Первое поколение производилось с 1968 до 1970 года. Dodge Super Bee был дешёвым автомобилем, эквивалентным дорожной модели Plymouth Runner. Продавался он по цене $3027. С улучшенным вариантом автомобиля (с двигателем Hemi), стоимость увеличилась на 33 %, но только 125 моделей были проданы с такой стоимостью. Модели 1968 года предлагались только с кузовом купе и двумя вариантами двигателя: 
- базовый «383 Magnum» (6.3 л) мощностью 335 л. с. (250 кВт)
- «426 Hemi» (7.0 л) мощностью 425 л. с. (317 кВт).

Super Bee по заказу оснащалась четырёхступенчатой механической коробкой передач Mopar-833, шинами с высокой производительностью.
Модель 1969 года покупателям предлагалась с кузовом купе или хардтоп. Также давался выбор из нескольких двигателей:
- базовый «383 Magnum» (6.3 л) мощностью 335 л. с. (250 кВт)
- «426 Hemi» (7.0 л) мощностью 425 л. с. (317 кВт).
- «440 Six Pack» (7.2 л) с тремя двухкамерными карбюраторами, мощностью 390 л. с. (291 кВт)

Двигатель «800 Magnum» не был доступен даже как опция, и был зарезервирован для Dodge Coronet R / T. В 1970 году Super Bee была оборудована новой двойной решеткой радиатора, которая называлась «bumble bee wings» («крылья шмеля»), это не понравилось многим покупателям. Несмотря на новый вид, двигатели, а также капот в стиле «ramcharger», продажи упали на новые модели 1970 года. Dodge также подготовила к 1970 году, 4 кабриолета, основанных на модели Super Bee, но о них практически ничего неизвестно. В 1970 году было изготовлено 15506 автомобилей.

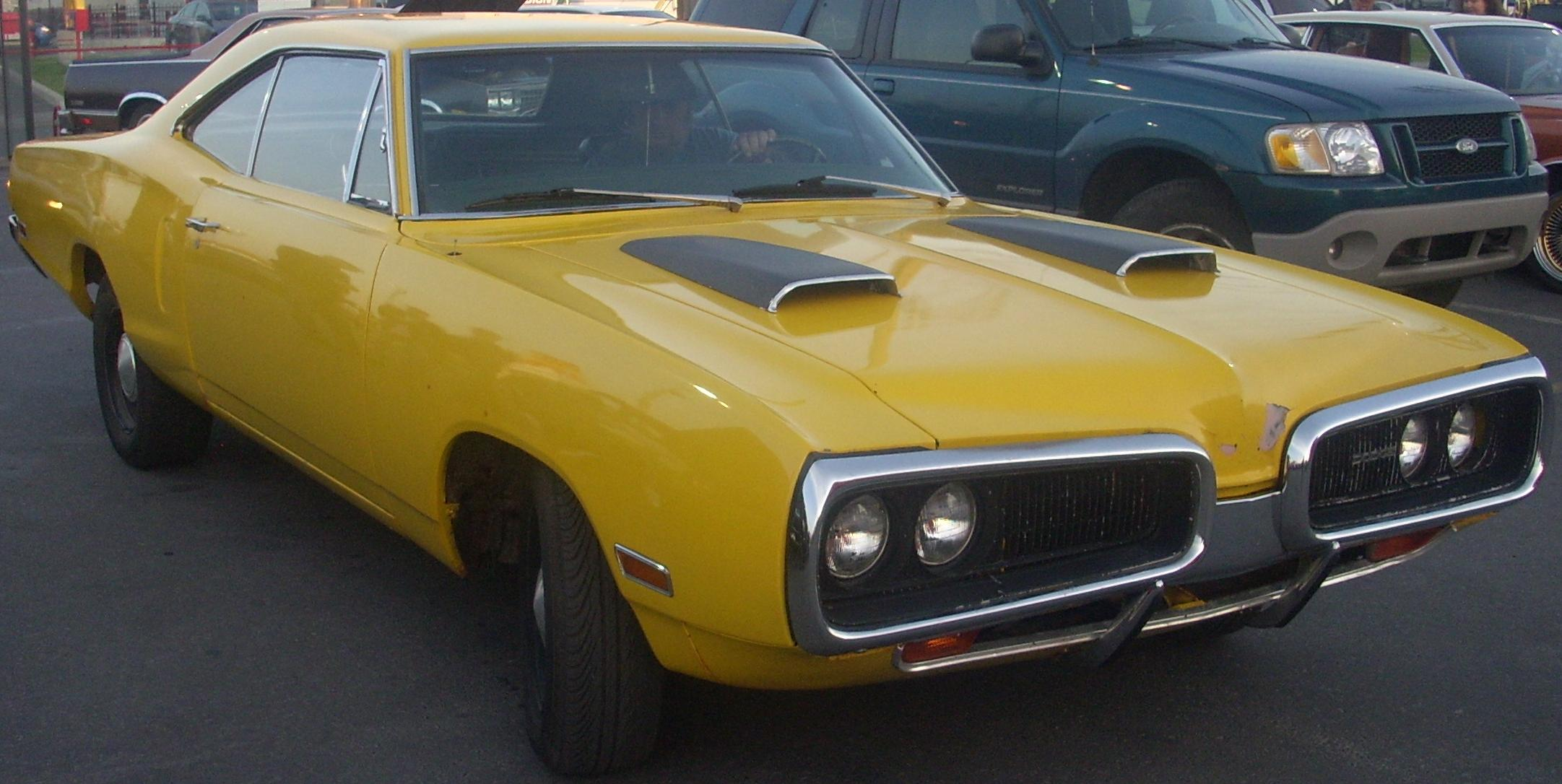
«Переходной» Dodge Super Bee

## Второе поколение
С 1971 Dodge Coronet был доступен только с кузовом седана или универсала, поэтому модель Super Bee была перенесена на платформу Dodge Charger. В 1971 году было изготовлено всего 5054 машины (включая 22 с двигателем Hemi). Производство моделей Super Bee в США было прекращено в 1971 году (в Мексике - в 1980 году) и возобновилось только в 2007 году. 
В 1971 году устанавливались следующие двигатели:
340 in³ (5.6 л) Small-Block V8, 275 л. с.
383 in³ (6.3 л) Big-Block V8, 300 л. с.
440 in³ (7.2 л) Big-Block V8, 370 л. с.
440 in³ (7.2 л) Big-Block V8, 385 л. с.
426 in³ (7.0 л) Hemi V8, 425 л. с.

## Мексиканский рынок

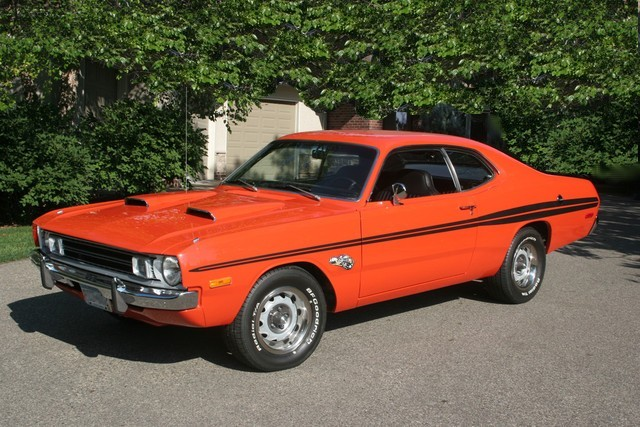
«Мексиканский» Super Bee первого поколения

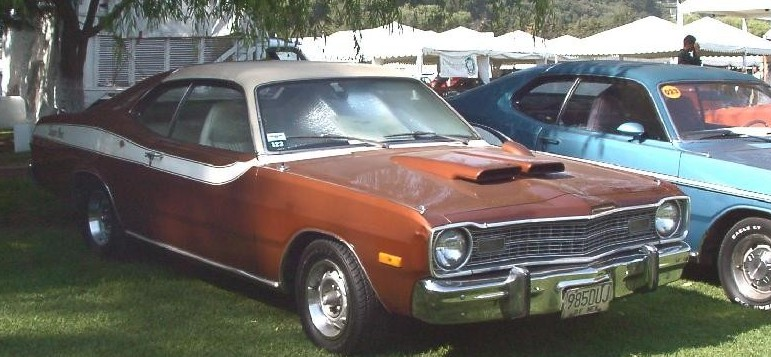
«Мексиканский» Super Bee второго поколения

В 1970 году на мексиканские рынке появился Dodge Dart с пакетом Super Bee. Производство «мексиканских» Super Bee было налажено в городе Толука-де-Лердо.
«Мексиканские» Super Bee первого поколения были основаны на платформе Demon/Dart Sport и выпускались до 1976 года. «Мексиканские» Super Bee второго поколения (1976-1980 годы) основаны на платформе «F platform» (на базе купе Dodge Aspen). Выпуск «мексиканских» Super Bee был прекращён в 1980 году.